# 第19期本因坊戦
第19期本因坊戦（だい19きほんいんぼうせん）は、1963年（昭和38年）に挑戦者決定リーグ戦を開始し、1964年4月から本因坊栄寿（坂田栄男）に、前期に続いて前本因坊の高川格九段が連続挑戦する七番勝負が行われ、坂田が4連勝で防衛、4連覇を果たした。

## 方式
- 参加棋士 : 日本棋院・関西棋院の棋士の初段以上。
- 予選は、日本棋院と関西棋院それぞれで、1次予選、2次予選を行い、その勝ち抜き者による合同の3次予選で4名の新規リーグ参加者を決める。
- 挑戦者決定リーグ戦は、前期シード者と新参加4名を加えた8名で行う。
- コミは4目半。
- 持時間は、2次・3次予選は各6時間、リーグ戦は各9時間、挑戦手合は各10時間。

## 経過

### 予選トーナメント
新規リーグ参加者は、日本棋院中部総本部から島村俊宏九段と岩田達明八段の二人と、半田道玄九段、山部俊郎九段の4名。

### 挑戦者決定リーグ
リーグ戦は前期シードの、前期挑戦者高川格、及び木谷實、橋本宇太郎、梶原武雄と、新参加4名により、1962年11月2日から翌年3月11日までで行われた。前年に本因坊秀哉以来、選手権史上初の名人・本因坊となり、この年には第1期プロ十傑戦優勝で二度目の七冠王となっていた坂田に対して「私はまだ白旗をかかげるつもりはない」と語っていた高川が、第6戦まで全勝し、最終戦を待たずに挑戦を決めた。

### 挑戦手合七番勝負
坂田本因坊に高川が2年連続でリターンマッチを挑む七番勝負は1964年4月から開始された。坂田は前年10月から七番勝負が始まる前のプロ十傑戦優勝した4月までに23連勝をという記録を更新中だった。
第1局は箱根石葉亭で行われ、中盤では先番高川が優勢かと見えたが、坂田も細碁に持ち込み、白番1目半勝ち。第2局は松江市宍道湖畔の皆美館で行われ、観戦記を田岡典夫が担当、坂田が2連勝。
第3局は長崎市諏訪荘で行われ、観戦記は江崎誠致、白番坂田が巧妙なシノギで中押し勝ち。第4局は蒲郡市ふきぬきで行われ、観戦記は尾崎一雄、中盤で優位に立った坂田がそのまま押し切って中押し勝ち。坂田が4連勝で防衛し、4連覇となった。本因坊戦4連勝により連勝記録は27、タイトル戦の連勝も12となり、その後連勝記録は藤沢秀行との名人戦第2局に負けるまで29に伸ばした。山部俊郎九段は「坂田は遠くなりにけり」が本物になったと嘆じ、近藤日出造は新聞漫画で「バチあたり坂田」と戯評した。

## 対局譜

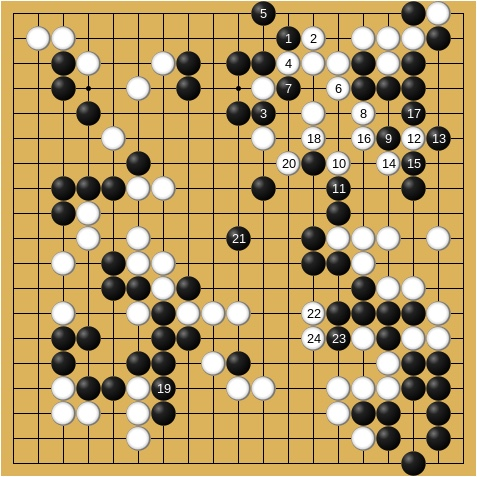
第3局（119-142手目）

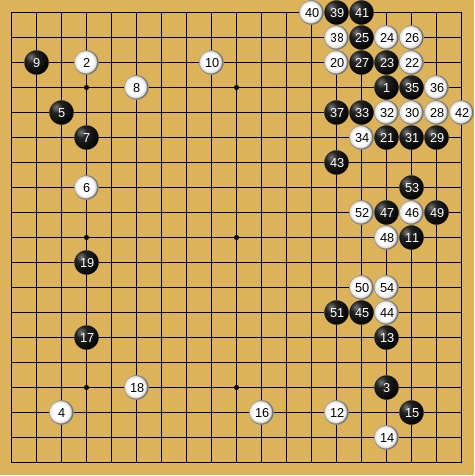
第1局（1-54手目）

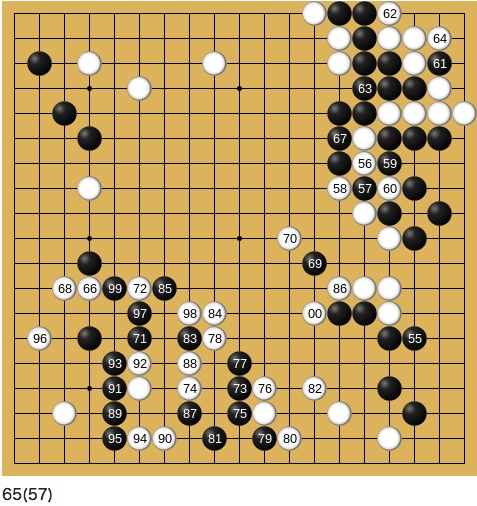
第1局（55-100手目）

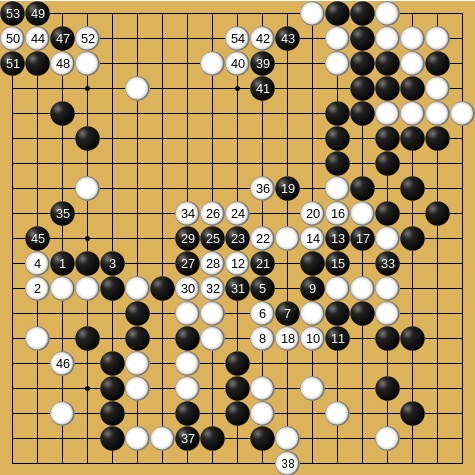
第1局（101-152手目）

白が上辺を荒らしにいき、黒1（119手目）、3と攻めに行った時に、白8のハネ、10のツケ、続いて12と裏にツケたのが巧妙なシノギだった。黒11で10の上にハネ出すと、白は18の3の切りからハイ込み、黒押さえに白16がある。12にも黒13ぐらいしかなく、白18までシノギ、白22、24で全局的にさばいた形となった。
白10と狭くヒラいたのは将来20にカカることを想定した坂田の工夫で、プロ十傑戦でも試みており、右上に三々に入った実戦図では格好の位置となっている。白42では34の下にノビる手もあったが、黒43と切った石を取られては黒が好調。白60までのコウとなり、白66のコウ立てに黒67と解消したのは、58の下に切って解消するのがまさった。白72、74の攻めが好調で、黒73とサバキを図るが、白78とカラミ攻めになり、白90で下辺の黒の一団は絶望。坂田ペースの戦いで、白100まで大きく取り込んで有望な形勢。
黒103に対して中央白を補強すると、下辺黒への利きによって2の7などの手で左下の白が危ないと見て白104と守ったが、この白を取るのは無理で、珍しく坂田が読み負けた。黒105から右辺の白を取り込んで逆転し、黒が優勢となった。ここから優勢を意識した高川は手堅い打ち方を重ね、特に151では152に這えばはっきりしていたが、白152で差が詰まってきた。その後も少しずつ後退し、微細ながら最後に白が逆転し、白1目半勝となった。高川は談話で「この碁を落とすようでは駄目です」と語った。